# KOBR-TV Tower
KOBR-TV Tower, dawniej KSWS-TV Tower – wieża radiowo-telewizyjna w amerykańskim stanie Nowy Meksyk mierząca 490,7 m  wysokości (449,3 m bez anteny), w latach 1956–1959 najwyższa konstrukcja na świecie. Położona jest na pustyni na obszarze niemunicypalnym Caprock w hrabstwie Lea na wysokości 1362 m n.p.m. Początkowo nadawała z niej telewizja KSWS-TV, stąd początkowa nazwa KSWS-TV Tower. W 1960 została powalona przez burzę, po czym ją odbudowano w identycznym rozmiarze.
W momencie wybudowania w 1956 maszt został najwyższą konstrukcją na świecie, prześcigając KWTW TV Tower w Oklahoma City (480,5 m). W 1959 ten rekord pobiła WGME TV Tower (493,5 m) w pobliżu Raymond w stanie Maine. Do czasu postawienia w 1960 KBIM Mast w Roswell pozostawała najwyższą konstrukcją stanu Nowy Meksyk.